# Port lotniczy Pangkal Pinang-Depati Amir
Port lotniczy Pangkal Pinang-Depati Amir (IATA: PGK, ICAO: WIPK) – port lotniczy położony w Pangkal Pinang, w prowincji Wyspy Bangka i Belitung, w Indonezji.